# Даниел Суарес
Даниел Суарес (на английски: Daniel Suarez) е американски сценарист, продуцент и писател на бестселъри в жанра технотрилър и научна фантастика. Писал е в началото и под псевдонима Леинад Сераус (Leinad Zeraus) – името му изписано обратно.

## Биография и творчество
Даниел Суарес е роден на 21 декември 1964 г. в Самървил, Ню Джърси, САЩ. Завършил е Университета на Делауеър с бакалавърска степен по английска филология.
Запален по видеоигрите той се самообразова като разработчик на софтуер и разработва такъв в областта на отбраната, финансите, и за ролеви игри.
През 1999 г. по негов сценарий е екранизиран в успешния филм „Screenplay“ с участието на Шон Гавиган, Дейвид Кобърн и Катрин Морис.
Първият му роман „Демон“ от едноименната фантастична поредица е публикуван самостоятелно през 2006 г. под псевдонима Леинад Сераус. Напрегнатият техно трилър бързо става бестселър и го прави известен.
Издаденият му през 2014 г. роман „Прилив“ е удостоен с наградата „Прометей“.
Даниел Суарес живее със семейството си в Лос Анджелис, Калифорния.

## Произведения

### Самостоятелни романи
- Kill Decision (2012)
- Influx (2014) – награда „Прометей“
Прилив, изд.: „Сиела“, София (2014), прев. Радин Григоров
- Change Agent (2017)

### Серия „Демон“ (Daemon)
1. Daemon (2006)
Демон, изд.: ИК „Кронос“, София (2009), прев. Тодор Стоянов
2. Freedom (2009)

### Разкази
- All the Childhood You Can Afford (2015)

### Екранизации
- 1999 Screenplay – сценарист и продуцент